# كينيث إل. وليامز
كينيث إل. وليامز (بالإنجليزية: Kenneth L. Williams)‏ هو عالم زواحف أمريكي، ولد في 4 سبتمبر 1934 في سايبروك في الولايات المتحدة.